# Énanos Bagratouni
Énanos Bagratouni est un des ancêtres mythiques de la famille des Bagratouni, qui aurait vécu au Ier siècle av. J.-C.. « Personnage composé et imaginaire », il est mentionné par Moïse de Khorène dans le cadre de la nouvelle théorie généalogique de l'origine hébraïque de cette famille.
Il aurait eu au moins un fils :
- Smbat Bagratouni